# 松平定綱
松平 定綱（まつだいら さだつな）は、江戸時代前期の大名。下総山川藩、常陸下妻藩、遠江掛川藩、山城淀藩、美濃大垣藩、伊勢桑名藩の各藩主。定綱系久松松平家初代。官位は従四位下・越中守。徳川家康の甥に当たる。

## 生涯
松平定勝の三男として誕生した。母は奥平信昌の養女（奥平貞友の次女）・たつ。
慶長元年（1596年）、荒川弘綱（荒川義広子、3千石）の養子となり家督を継いだが、慶長4年（1599年）家康の命により荒川姓から松平姓に復した。
慶長7年（1602年）、初めて家康に拝謁し、2代将軍・秀忠に仕えるよう命ぜられた。慶長9年（1604年）、下総国山川領のうち5千石を賜わった。慶長12年（1607年）、従五位下・越中守に叙任。慶長14年（1609年）、計1万5千石に加増され大名となった。大坂の陣では書院番頭として出陣し、その功により元和2年（1616年）、常陸国下妻藩2万石に加増転封された。元和4年（1618年）に遠江国掛川藩3万石に転じ、さらに元和9年（1623年）には山城国淀藩に移され3万5千石を賜う。淀では淀城の修復を行うよう命じられた。寛永10年（1633年）に美濃国大垣藩6万石へ転じ、同地に菩提寺の徳秀寺を建立した。翌年、従四位下に昇進。さらに寛永12年（1635年）、5万石の加増を受けて、伊勢国桑名藩に入る。
慶安4年（1651年）、江戸で卒去した。享年60歳。江戸深川の霊巌寺で火葬され、遺骨は桑名照源寺へ送られ同地に埋葬された。寛政9年（1797年）に鎮国大明神の神号を追祠される。正室は浅野長政の娘で、寛永10年（1633年）に卒去しており、智相院殿光誉馨安樹清大姉の戒名を贈られ霊巌寺に葬られた。
大正6年（1917年）11月17日、大正天皇の特旨により従三位が贈られた。
定綱は同時代の文化人として知られた木下勝俊や小堀政一、林羅山らと交流があり、定綱自作の詩歌が彼ら文化人の作品と共に『政餘雕玉』に掲載されている。

## 関連項目

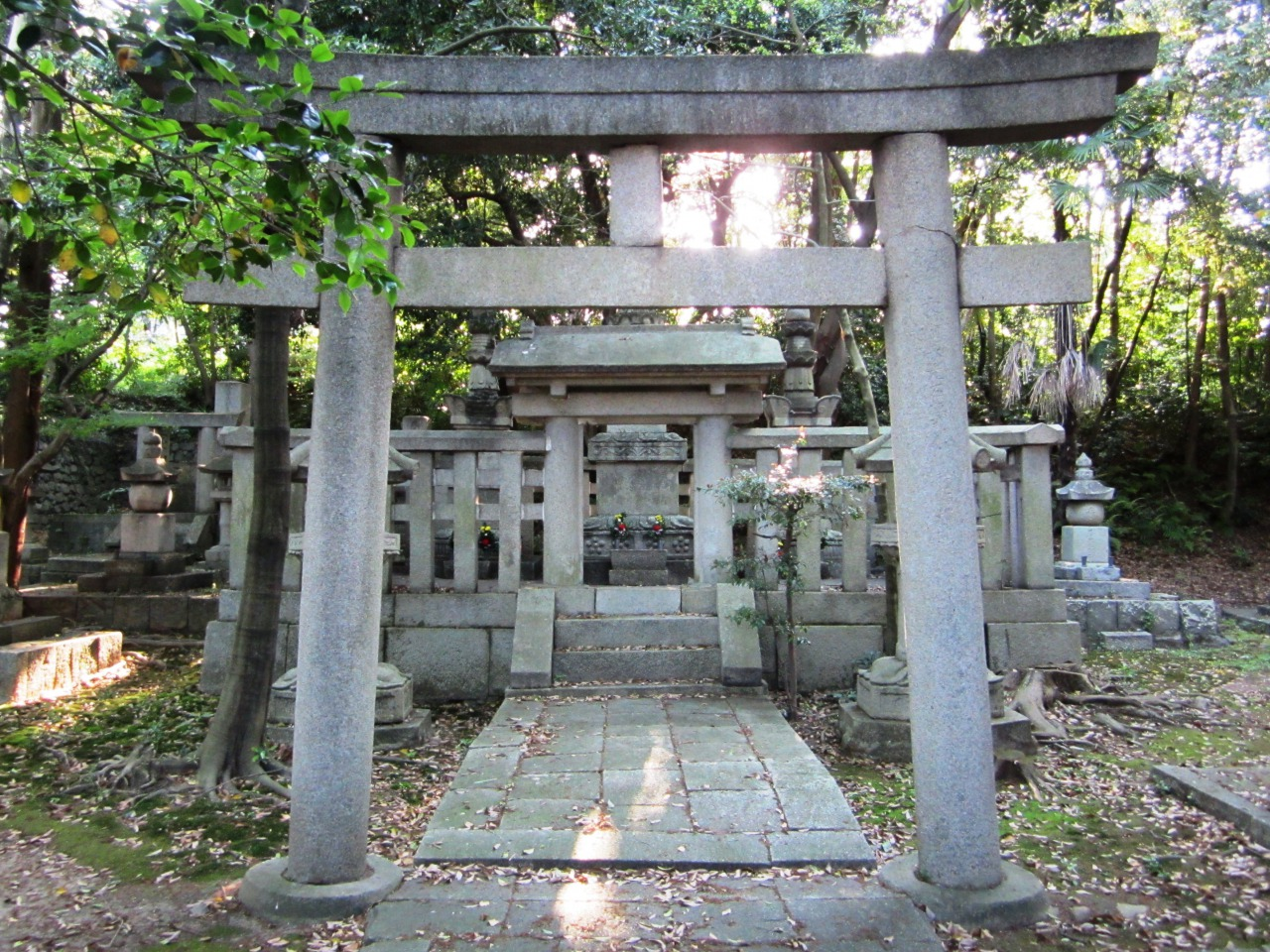
松平定綱の墓（照源寺）

## 系譜
父母
- 松平定勝（父）
- たつ - 奥平信昌の養女[2]（母）

正室
- 智相院 - 浅野長政の娘

側室
- 曜安院 - 浅井氏の娘

子女
- 松平定次（長男）生母は正室
- 松平定良（次男）生母は浅井氏
- 鶴姫[3] - 酒井忠清正室
- 松平定経正室
- 酒井忠正正室